# Parafia Świętych Archaniołów w Düsseldorfie
Parafia Świętych Archaniołów – prawosławna parafia w Düsseldorfie; do 2018 r. w dekanacie niemieckim Zachodnioeuropejskiego Egzarchatu Parafii Rosyjskich, następnie w metropolii Niemiec Patriarchatu Konstantynopolitańskiego.
Świątynią parafii jest kaplica cmentarna św. Mikołaja. W liturgii obowiązuje kalendarz nowojuliański; podstawowym językiem nabożeństw jest niemiecki.